# Цаболов Хетік Миколайович
Хетік (Хетаг) Миколайович Цаболов (рос. Хетик (Хетаг) Николаевич Цаболов; нар. 17 листопада 1991, Північна Осетія) — російський та сербський борець вільного стилю, чемпіон світу, дворазовий срібний призер Кубку світу, учасник Олімпійських ігор. Майстер спорту Росії міжнародного класу з вільної боротьби.

### Життєпис
Боротьбою займається з 2001 року. Був чемпіоном світу 2011 року серед юніорів. Виступав за спортивні клуби Спартак, Владикавказ та ЦСКА, Москва. Тренери — Чермен Марзаєв, Іслам Калаєв. Чемпіон Росії 2014 та 2017 років. Чемпіон світу 2016 року серед військовослужбовців з вільної боротьби. На цьому ж турнірі виступив також у змаганнях з греко-римської боротьби, у яких посів 11 місце.
Нагороджений медаллю Північної Осетії «У Славу Осетії».
З 2021 року представляє Сербію.

## Спортивні результати на міжнародних змаганнях

### Виступи на Олімпіадах
| Змагання                    | Збірна | Вагова категорія          | Місце |
| --------------------------- | ------ | ------------------------- | ----- |
| Літні Олімпійські ігри 2024 | Сербія | вільна боротьба, до 74 кг | 5     |

### Виступи на Чемпіонатах світу
| Змагання                        | Збірна | Вагова категорія          | Місце  |
| ------------------------------- | ------ | ------------------------- | ------ |
| Чемпіонат світу з боротьби 2014 | Росія  | вільна боротьба, до 70 кг | Золото |
| Чемпіонат світу з боротьби 2017 | Росія  | вільна боротьба, до 74 кг | Срібло |
| Чемпіонат світу з боротьби 2021 | Сербія | вільна боротьба, до 74 кг | 7      |
| Чемпіонат світу з боротьби 2022 | Сербія | вільна боротьба, до 74 кг | 7      |
| Чемпіонат світу з боротьби 2023 | Сербія | вільна боротьба, до 74 кг | Бронза |

### Виступи на Чемпіонатах Європи
| Змагання                         | Збірна | Вагова категорія          | Місце  |
| -------------------------------- | ------ | ------------------------- | ------ |
| Чемпіонат Європи з боротьби 2018 | Росія  | вільна боротьба, до 74 кг | 9      |
| Чемпіонат Європи з боротьби 2021 | Сербія | вільна боротьба, до 74 кг | 14     |
| Чемпіонат Європи з боротьби 2022 | Сербія | вільна боротьба, до 74 кг | 14     |
| Чемпіонат Європи з боротьби 2023 | Сербія | вільна боротьба, до 79 кг | Бронза |
| Чемпіонат Європи з боротьби 2024 | Сербія | вільна боротьба, до 79 кг | 15     |

### Виступи на Кубках світу
| Змагання                    | Збірна | Вагова категорія          | Місце  |
| --------------------------- | ------ | ------------------------- | ------ |
| Кубок світу з боротьби 2014 | Росія  | вільна боротьба, до 70 кг | Срібло |
| Кубок світу з боротьби 2016 | Росія  | вільна боротьба, до 74 кг | Срібло |

### Виступи на Чемпіонатах світу серед військовослужбовців
| Змагання                                                  | Збірна | Вагова категорія                 | Місце  |
| --------------------------------------------------------- | ------ | -------------------------------- | ------ |
| Чемпіонат світу з боротьби серед військовослужбовців 2016 | Росія  | греко-римська боротьба, до 75 кг | 11     |
| Чемпіонат світу з боротьби серед військовослужбовців 2016 | Росія  | вільна боротьба, до 74 кг        | Золото |
| Чемпіонат світу з боротьби серед військовослужбовців 2017 | Росія  | вільна боротьба, до 74 кг        | Золото |
| Чемпіонат світу з боротьби серед військовослужбовців 2018 | Росія  | вільна боротьба, до 79 кг        | Золото |

### Виступи на Всесвітніх іграх військовослужбовців
| Змагання                                | Збірна | Вагова категорія          | Місце  |
| --------------------------------------- | ------ | ------------------------- | ------ |
| Всесвітні ігри військовослужбовців 2015 | Росія  | вільна боротьба, до 74 кг | Золото |
| Всесвітні ігри військовослужбовців 2019 | Росія  | вільна боротьба, до 74 кг | Золото |

### Виступи на інших змаганнях
| Змагання                                                    | Збірна | Вагова категорія                 | Місце  |
| ----------------------------------------------------------- | ------ | -------------------------------- | ------ |
| Золотий Гран-прі з боротьби 2012 (Красноярськ)              | Росія  | вільна боротьба, до 66 кг        | Срібло |
| Гран-прі «Іван Яригін» 2013                                 | Росія  | вільна боротьба, до 66 кг        | 7      |
| Київський Міжнародний турнір з боротьби 2013                | Росія  | вільна боротьба, до 66 кг        | 5      |
| Кубок Рамзана Кадирова 2013                                 | Росія  | вільна боротьба, до 74 кг        | Срібло |
| Чемпіонат Європи з боротьби серед юніорів 2014              | Росія  | вільна боротьба, до 70 кг        | Золото |
| Кубок Бразилії з боротьби 2014                              | Росія  | вільна боротьба, до 74 кг        | Золото |
| Турнір Яшара Догу 2015                                      | Росія  | вільна боротьба, до 74 кг        | Бронза |
| Меморіал Вацлава Циолковського 2015                         | Росія  | вільна боротьба, до 70 кг        | Золото |
| Золотий Гран-прі з боротьби 2015                            | Росія  | вільна боротьба, до 74 кг        | Срібло |
| Турнір Олександра Медведя 2016                              | Росія  | вільна боротьба, до 74 кг        | Золото |
| Гран-прі «Іван Яригін» 2017                                 | Росія  | вільна боротьба, до 74 кг        | 5      |
| Турнір Яшара Догу 2017                                      | Росія  | вільна боротьба, до 74 кг        | Срібло |
| Чемпіонат Росії з боротьби 2017                             | Росія  | вільна боротьба, до 74 кг        | Золото |
| Кубок Ахмата Кадирова 2017                                  | Росія  | вільна боротьба, до Teamevent кг | Золото |
| Турнір Аланії з боротьби 2017                               | Росія  | вільна боротьба, до 74 кг        | Срібло |
| Клубний чемпіонат світу з боротьби 2017                     | Росія  | команда                          | 8      |
| Pro Wrestling League 2018                                   | Росія  | команда                          | Срібло |
| Гран-прі «Іван Яригін» 2018                                 | Росія  | вільна боротьба, до 74 кг        | Золото |
| Чемпіонат Росії з боротьби 2018                             | Росія  | вільна боротьба, до 74 кг        | Срібло |
| Турнір Аланії з боротьби 2018                               | Росія  | вільна боротьба, до 74 кг        | 19     |
| Pro Wrestling League 2019                                   | Росія  | команда                          | Бронза |
| Турнір міста Сассарі з боротьби 2019                        | Росія  | вільна боротьба, до 74 кг        | Бронза |
| Чемпіонат Росії з боротьби 2019                             | Росія  | вільна боротьба, до 74 кг        | Срібло |
| Турнір Степана Саргісяна 2019                               | Росія  | вільна боротьба, до 74 кг        | Срібло |
| Турнір Аланії з боротьби 2019                               | Росія  | вільна боротьба, до 74 кг        | Золото |
| Гран-прі «Іван Яригін» 2020                                 | Росія  | вільна боротьба, до 74 кг        | Бронза |
| Чемпіонат Росії з боротьби 2020                             | Росія  | вільна боротьба, до 74 кг        | Срібло |
| Олімпійський кваліфікаційний турнір з боротьби 2020 (Софія) | Сербія | вільна боротьба, до 74 кг        | 10     |

### Виступи на змаганнях молодших вікових груп
| Змагання                                      | Збірна | Вагова категорія          | Місце  |
| --------------------------------------------- | ------ | ------------------------- | ------ |
| Чемпіонат світу з боротьби серед юніорів 2011 | Росія  | вільна боротьба, до 66 кг | Золото |